# Manduca scutata
Manduca scutata là một loài bướm đêm thuộc họ Sphingidae. Nó được tìm thấy ở Venezuela phía nam đến Bolivia và miền bắc Argentina.
Sải cánh dài khoảng 95 mm. Con trưởng thành bay vào tháng 11.

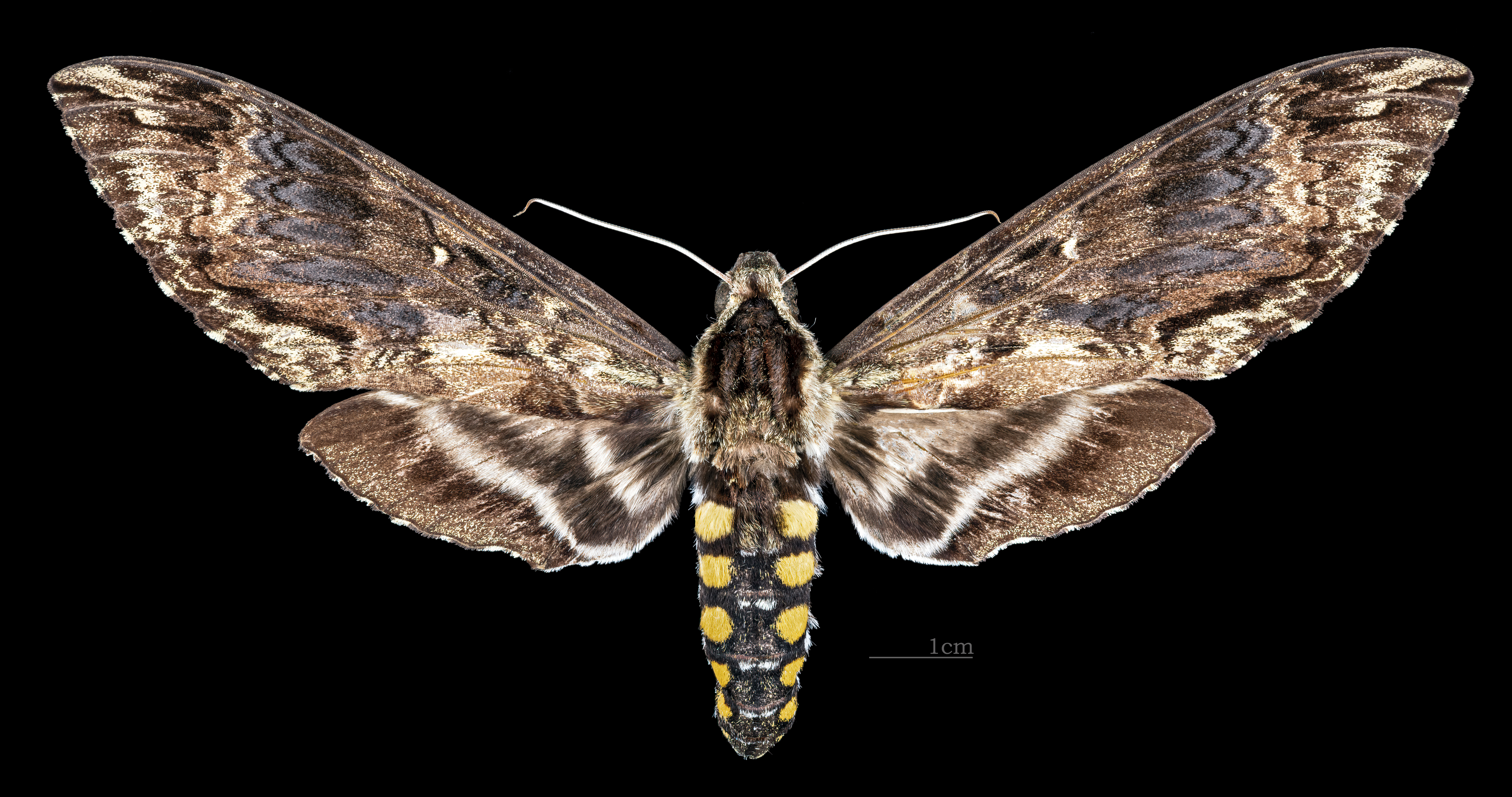
Manduca scutata  ♀
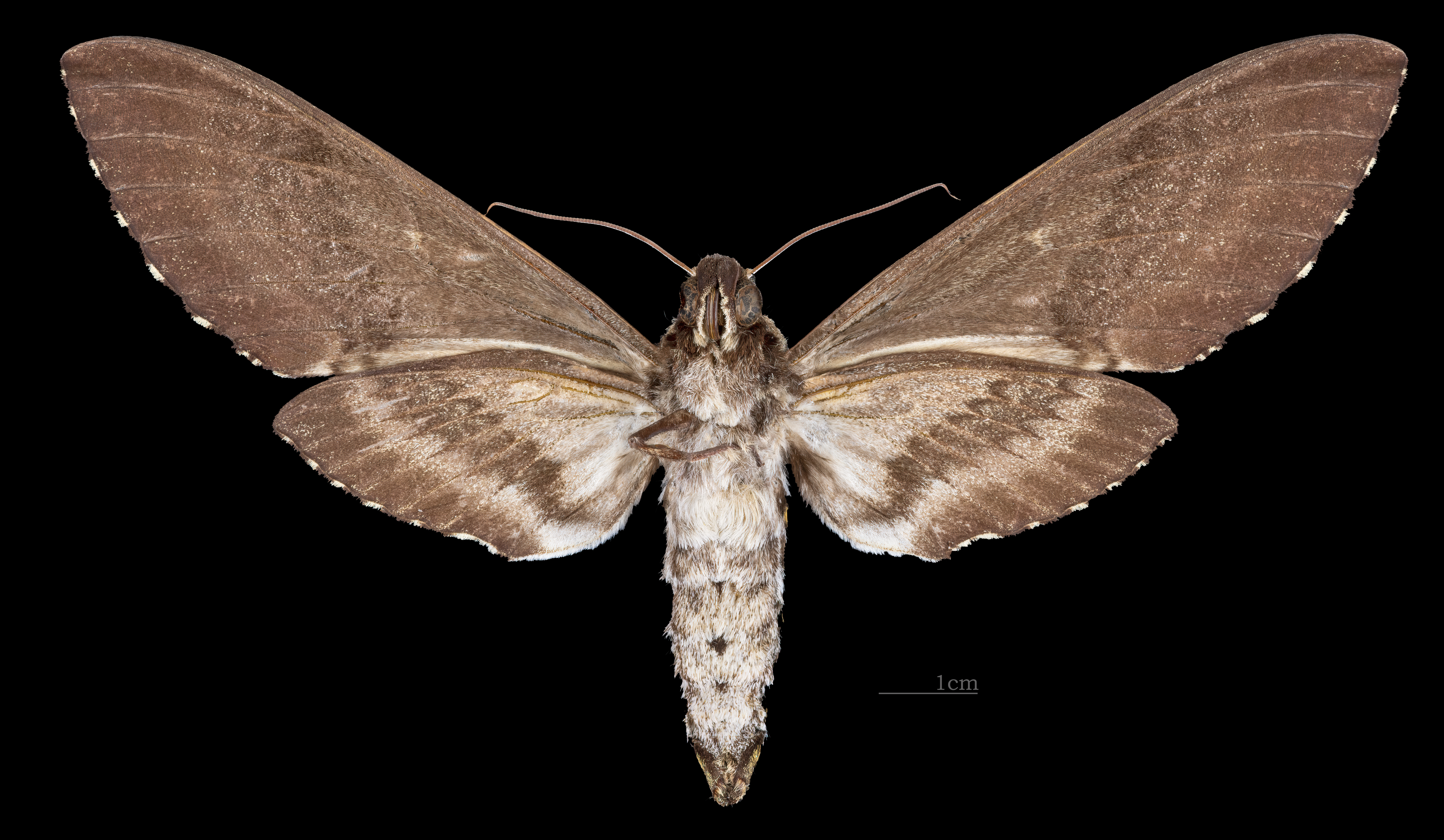
Manduca scutata  ♀ △